# 北莱茵-威斯特法伦

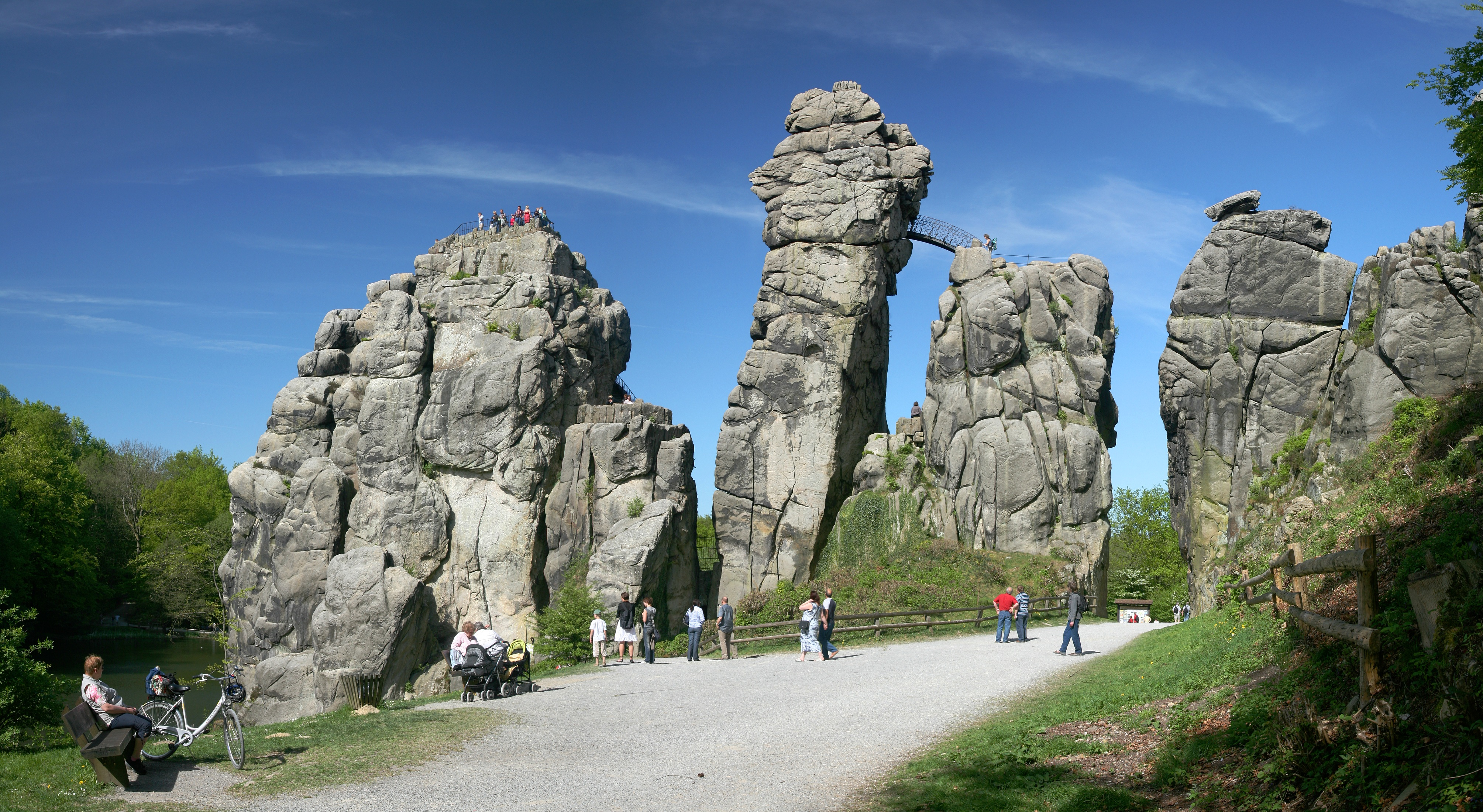
代特莫尔德附近的埃克斯滕岩石（Externsteine）

北莱茵-威斯特法伦州（發音：[ˌnɔʁtʁaɪn vɛstˈfaːlən] ⓘ是德国人口最多、GDP最高的一個联邦州，總面积34,080平方公里，首府位於杜塞尔多夫。该州坐落於德国西部，与比利时及荷兰接壤，总人口超过1,800万，为德国人口第一大州。
北莱茵-威斯特法伦州拥有德国人口超过10万的81个市镇中的30个，包括科隆（超过100万）、州首府杜塞尔多夫（63万）、多特蒙德和埃森（各约59万）以及其他主要位于莱茵-鲁尔大都会区的城市，莱茵-鲁尔大都会区是德国最大的都市区，也是欧洲大陆第四大城市区。莱茵-鲁尔位于欧洲蓝香蕉区的中心，因此与兰斯塔德、弗拉芒和法兰克福的莱茵-美因都会区等其他欧洲大都会区有着便利的交通。
北莱茵-威斯特法伦州于1946年二战后由盟军占领德国的英国军事管理机构从普鲁士的威斯特法伦省和莱茵省北部以及利珀自由州分离出来并组合，并于1949年成为西德的一个州。北威州的波恩在1990年德国统一之前一直是联邦首都，在1999年之前一直是政府所在地。
在文化上，北莱茵-威斯特法伦州不是一个统一的地区；莱茵兰、威斯特法伦和利珀地区之间存在显著差异，尤其是在传统习俗方面。其经济是德国各州中按GDP最大的，但人均GDP低于全国平均水平。

## 历史

### 莱茵兰
该地区的第一个书面记录是由罗马帝国征服者尤利乌斯·凯撒所写，莱茵河以西的领土被埃布罗内斯人占领，莱茵河以东的领土被乌比人（Ubii，科隆对面）和苏甘布里人占领。乌比人和其他一些日耳曼部落（如库格尔尼人）后来定居在莱茵河西岸的罗马下日耳曼尼亚行省。尤利乌斯·凯撒征服了左岸的部落，奥古斯都则在莱茵河上建立了许多防御工事，但罗马人从未在右岸站稳脚跟，苏甘布里人与包括滕克特里人和乌西佩特人在内的其他几个部落相邻。西甘布里人和莱茵河地区以北是布鲁克特里人。
随着罗马帝国的衰落，许多部落被统称为利普里安法兰克人，他们沿着莱茵河两岸向前推进，到5世纪末，他们征服了所有以前受罗马影响的土地。到了8世纪，法兰克人的统治在德国西部和高卢北部牢固确立，但与此同时，在北方，威斯特伐利亚被向南推进的萨克森人占领。
墨洛温王朝和加洛林王朝的法兰克人最终建立了一个帝国，首先控制了他们的利普里安亲属，然后控制了萨克森人。在《凡尔登条约》中，加洛林王朝分裂，河东省的部分落入东法兰克，而河西省则属于洛林王国。
到奥托一世（973年去世）时代，莱茵河两岸已成为神圣罗马帝国的一部分，莱茵兰领土被分为摩泽尔河畔的上洛林公国和默兹河畔的下洛林公国。奥托王朝既有萨克森血统，也有法兰克血统。
随着神圣罗马帝国皇帝的中央权力逐渐减弱，莱茵兰分裂成许多小的、独立的、独立的变迁和特殊时期。旧的洛林分治已经过时，尽管这个名字在法国洛林仍然存在，在整个中世纪甚至现代，这些地区的贵族经常试图保留洛林内一位公爵的想法，这是林堡公爵和布拉班特公爵所宣称的。因此林堡继承战争等斗争继续在现在的莱茵兰-威斯特伐利亚与邻国比利时和荷兰之间爆发。
尽管莱茵兰地区处于四分五裂的状态，并在各个战争时期遭受法国邻国的蹂躏，但它仍然繁荣昌盛，在德国文化和进步中处于领先地位。亚琛是德国皇帝的加冕之地，莱茵河的教会公国在德国历史上占有重要地位。
普鲁士于1609年首次接触莱茵河，占领了克莱沃公国，大约一个世纪后，上盖尔登和莫尔斯也成为普鲁士的领土。1795年巴塞尔和约签订，莱茵河左岸全部割让给法国，1806年，莱茵诸侯全部加入莱茵邦联。
维也纳会议后，普鲁士获得了整个莱茵兰，其中包括贝格大公国、特里尔和科隆教会选帝侯国、亚琛和科隆自由市以及近百个小领主和修道院。普鲁士莱茵省于1822年成立，普鲁士巧妙地让下莱茵地区保持原有的自由主义制度，这些地区在法国共和统治下已经习惯了这种制度。1920年，奥伊本和马尔默迪地区被划归比利时，今属比利时德语区。

### 威斯特伐利亚
公元1年左右，威斯特伐利亚地区发生了多次入侵，甚至可能有一些永久性的罗马或罗马化定居点。条顿堡森林之战发生在奥斯纳布吕克附近，参加这场战斗的一些日耳曼部落来自威斯特伐利亚地区。查理曼大帝被认为在帕德博恩和附近地区度过了相当长的时间。他的萨克森战争也部分发生在今天被认为是威斯特伐利亚的地方。民间传说将他的对手维杜金德与代特莫尔德、比勒费尔德、莱姆戈、奥斯纳布吕克和威斯特伐利亚其他地方附近的地方联系起来。维杜金德被埋葬在恩格尔，这也是一个传说的主题。
威斯特伐利亚（Westfalahi）最初是萨克森公国的一个地区，与安格里亚、东伐利亚和诺尔达尔宾吉亚一起。1180年，威斯特伐利亚被巴巴罗萨皇帝升格为公国。威斯特伐利亚公国仅包括利珀河以南的一小部分地区。

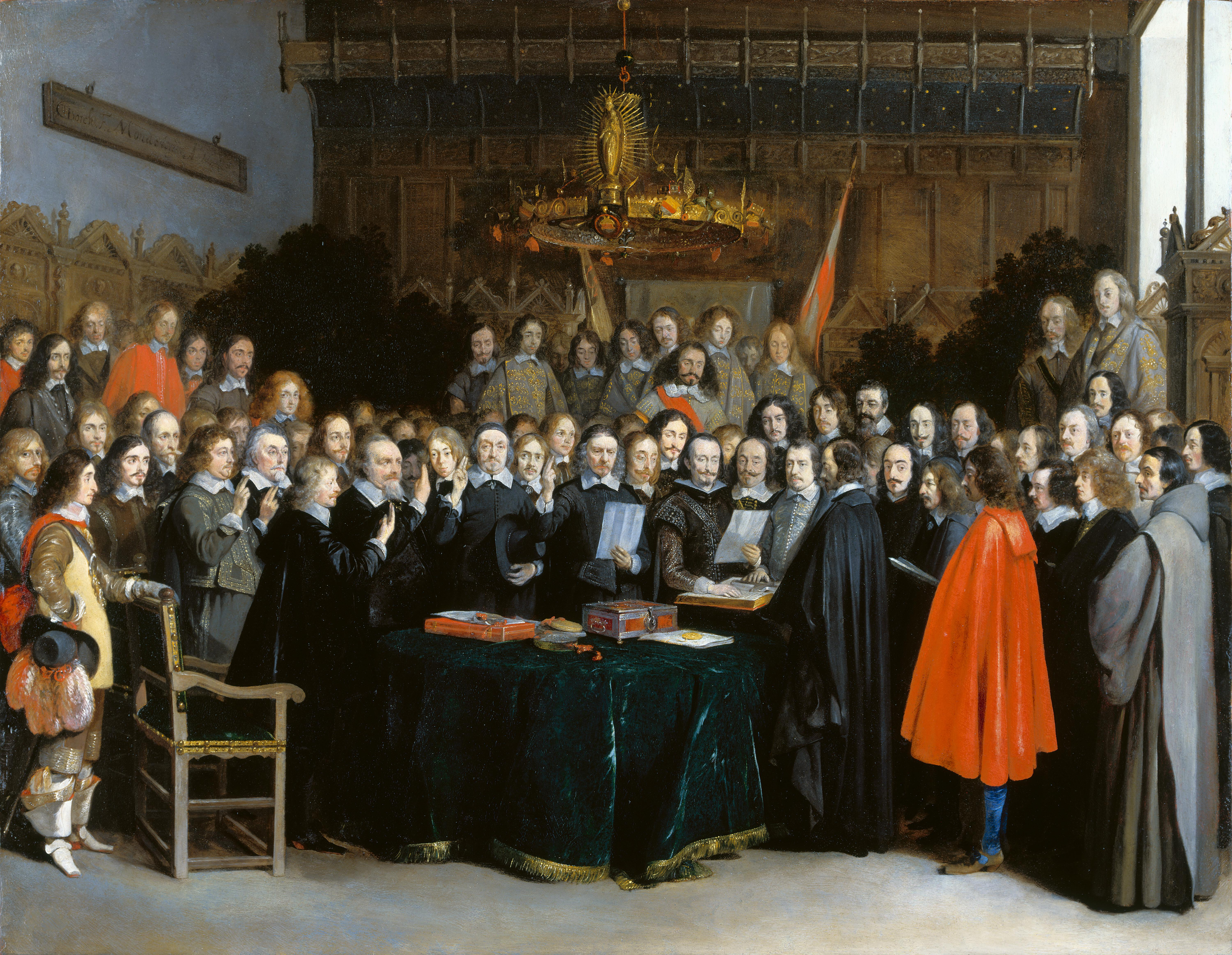
1648年在明斯特签订威斯特伐利亚和约

17和18世纪，威斯特伐利亚的部分地区处于勃兰登堡-普鲁士的控制之下，但大部分地区仍是分裂的公国和其他封建势力范围。1648年在明斯特和奥斯纳布吕克签署的《威斯特伐利亚和约》结束了三十年战争。条约产生的民族国家主权概念被称为“威斯特伐利亚主权”。
由于新教改革，威斯特伐利亚没有主流宗教。天主教和路德教相对平等。路德教在东部和北部地区势力强大，拥有众多自由教会。明斯特、帕德博恩被认为属于天主教，奥斯纳布吕克几乎被天主教和新教所瓜分。
普鲁士军队在耶拿-奥尔施泰特战役中战败后，1807年的《蒂尔西特条约》将威斯特伐利亚领土从1807年到1813年划归威斯特伐利亚王国。威斯特伐利亚王国由拿破仑建立，是法国的一个附庸国。这个国家只是与历史上的地区同名；它只包含威斯特伐利亚的一小部分，而主要由黑森和东伐利亚地区组成。
维也纳会议后，普鲁士王国获得了威斯特伐利亚地区的大片领土，并于1815年建立了威斯特伐利亚省。前王国最北部的部分，包括奥斯纳布吕克，已成为汉诺威和奥尔登堡州的一部分。

### 合并后
北萊茵-西發里亞邦在1946年於英國軍事佔領下成立，由二次大戰前屬於普魯士的威斯特法伦省和萊茵省北部组成。1947年，南邊的利珀併入，形成了目前的範圍及邊界。
在2005年5月22日北莱茵-威斯特法伦州選举上，基民盟获得壓倒性勝利，該黨的最高候選人尤尔根·鲁特格斯（德語：Jurgen Rüttgers）组建一個由基民盟和自民黨組成的新聯合政府，取代由施泰因布吕克（Steinbrück）领导的前政府。鲁特格斯在2005年6月22日上的聯邦州中被推選为新任的州长；而在2010年州大选后，社民党的克拉夫特获胜並接任州长。

#### 年表
- 1949年5月8日：联邦德国制定《基本法》，北莱茵-威斯特法伦成为德国的一个联邦州。
- 1949年5月10日：德国联邦议会确定波恩为临时德国联邦首都。
- 1953年3月10日：州法庭确定州的代表色、州旗和州徽。
- 1953年5月12日：莱茵兰（Rheinland）与威斯特法伦-利珀（Westfalen-Lippe）州区联合体（Landschaftsverband）成立。
- 1954年5月11日：WDR建成。
- 1965年7月30日：州政府在波鸿创立鲁尔大学。
- 1968年12月16日：州政府成立多特蒙德大学。
- 1971年8月1日：北威州拥有15所专科高校分布在亚琛、比勒菲尔德、波鸿、多特蒙德、杜伊斯堡、杜塞尔多夫、埃森、哈根、科隆、克雷费尔德、莱姆戈、明斯特、帕德博恩、锡根和伍珀塔尔。
- 1972年5月16日：综合大学在杜伊斯堡、埃森、帕德博恩、锡根和伍珀塔尔建立。
- 1974年通过基层区划改革法，并于1975年1月1日生效。
- 1975年德国唯一的遠距教學大学哈根函授大学成立。
- 1994年10月17日：新的县制法和市镇法生效，取消市镇的双重隶属关系；同时州议会、大市长和市长的直选完成。
- 1999年7月6日：北威州宪法法院解释，5%的限定在地方选举中违宪，該比例在地方选举法中被取消。
- 2003年1月1日：所有综合大学完成向大学的转变。

## 地理

### 区域情况
萊茵-魯爾都會區位於北莱茵-威斯特法伦州，也是德國最重要的經濟區。鲁尔区城市群位于北莱茵-威斯特法伦州境內，主要包括波鸿、博特罗普、多特蒙德、杜伊斯堡、埃森、盖尔森基兴、哈根、哈姆、黑尔讷、米尔海姆和奥伯豪森。此外的大型城市有明斯特、比勒费尔德、帕德博恩、锡根、波恩、科隆、亚琛、门兴格拉德巴赫和克雷费尔德，以及坐落于鲁尔区以南的州首府杜塞尔多夫；位于丘陵地区的城市有伍珀塔尔、雷姆沙伊德和索林根。

### 相邻州
北莱茵-威斯特法伦在北边邻接下萨克森州，东边是黑森州，南边是莱茵兰-普法尔茨州，西边是比利时，西北边是荷兰。

### 历史区域
- 贝吉舍斯兰
- 艾费尔
- 亚琛
- 下莱茵
- 奥斯特法伦
- 西發里亞
- 明斯特兰
- 绍尔兰
- 锡格兰
- 利珀

## 行政区划
北莱茵-威斯特法伦州议会设在杜塞尔多夫。

### 下轄行政区
| 莱茵兰                       | 莱茵兰                       | 威斯特伐利亚-利珀            | 威斯特伐利亚-利珀            | 莱茵兰（绿色）和威斯特伐利亚-利珀（红色）地区当局 |
| 行政区 （Regierungsbezirke） | 行政区 （Regierungsbezirke） | 行政区 （Regierungsbezirke） | 行政区 （Regierungsbezirke） | 莱茵兰（绿色）和威斯特伐利亚-利珀（红色）地区当局 |
| 杜塞尔多夫行政区             | Regierungsbezirk Düsseldorf  | 阿恩斯贝格行政区             | Regierungsbezirk Arnsberg    | 莱茵兰（绿色）和威斯特伐利亚-利珀（红色）地区当局 |
| 科隆行政区                   | Regierungsbezirk Köln        | 代特莫尔德行政区             | Regierungsbezirk Detmold     | 莱茵兰（绿色）和威斯特伐利亚-利珀（红色）地区当局 |
|                              |                              | 明斯特行政区                 | Regierungsbezirk Münster     | 莱茵兰（绿色）和威斯特伐利亚-利珀（红色）地区当局 |

该地区起初（1816年）曾经有7个行政区。
- 1822年，克莱沃行政区与杜塞尔多夫行政区合并
- 1947年，明登行政区与代特莫尔德行政区合并
- 1972年，亚琛行政区与科隆行政区合并

### 县和非县辖城市
本州包含31個县，即圖中黑色數字。

本州有23個非县辖城市，即上圖中紅色數字。非县辖城市直接爲州的下一級，不属于任何县管辖。
| 县 Kreise | 非县辖城市 Kreisfreie Städte |  |
| 1. 亚琛县 2. 博尔肯县 3. 科斯费尔德县 4. 迪伦县 5. 恩内珀-鲁尔县 6. 莱茵-埃尔夫特县 7. 奥伊斯基兴县 8. 居特斯洛县 9. 海因斯贝格县 10. 黑尔福德县 11. 上绍尔兰县 12. 赫克斯特县 13. 克莱沃县 14. 利珀县 15. 梅基施县 16. 梅特曼县 17. 明登-吕贝克县 18. 诺伊斯莱茵县 19. 上貝吉施县 20. 奥尔珀县 21. 帕德博恩县 22. 雷克林豪森县 23. 莱茵-贝吉施县 24. 莱茵-锡格县 25. 齐根-维特根施泰因县 26. 索斯特县 27. 施泰因富特县 28. 乌纳县 29. 菲尔森县 30. 瓦伦多夫县 31. 韦塞尔县 | 1. 亚琛 2. 比勒费尔德 3. 波鸿 4. 波恩 5. 博特罗普 6. 多特蒙德 7. 杜伊斯堡 8. 杜塞尔多夫 9. 埃森 10. 盖尔森基兴 11. 哈根 12. 哈姆 13. 黑尔讷 14. 科隆 15. 克雷费尔德 16. 勒沃库森 17. 门兴格拉德巴赫 18. 米尔海姆 19. 明斯特 20. 奥伯豪森 21. 雷姆沙伊德 22. 索林根 23. 伍珀塔尔 |  |

## 政治

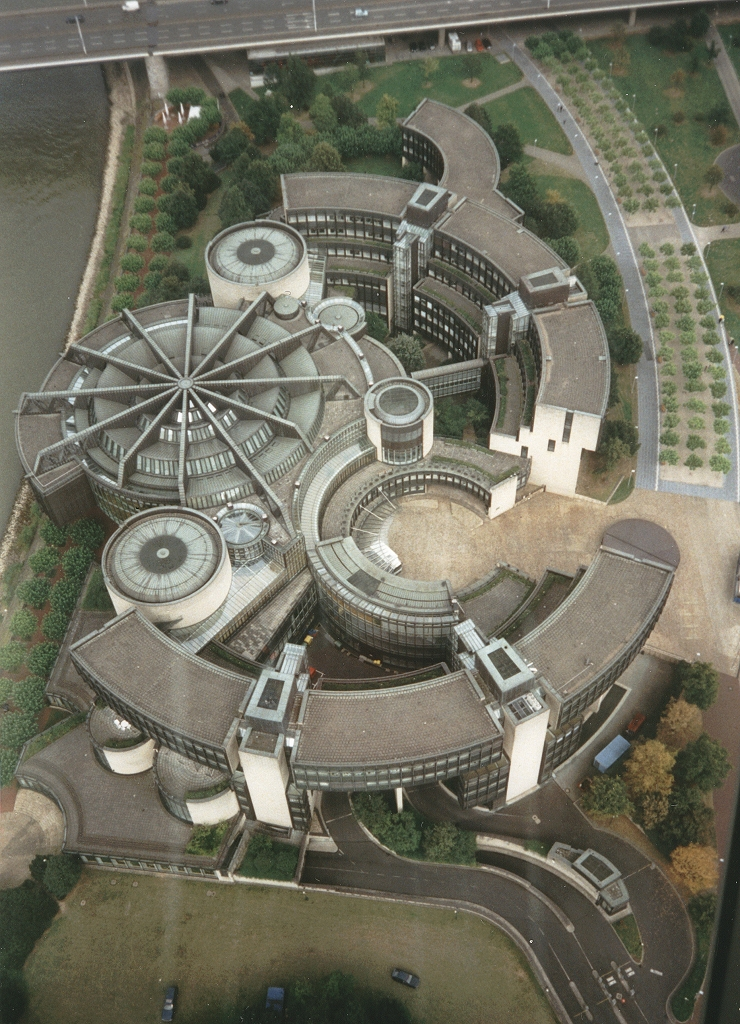
首府杜塞尔多夫议会大楼

北萊茵-威斯特法倫州的政治運作於一個聯邦議會制代議民主共和國的框架之內。與聯邦層級相同，該州的兩大主要政黨為中間偏右的基督教民主聯盟（CDU）和中間偏左的社會民主黨（SPD）。自1966年至2005年，北萊茵-威斯特法倫州一直由社會民主黨或由其主導的政府執政。
該州的立法機關為州議會（德語：Landtag）。州議會有權在州級權限範圍內立法，例如文化事務、教育制度、內部安全（如警察）、建築監管、公共衛生監督以及媒體等領域；這些不同於聯邦專屬的立法事務。
北萊茵-威斯特法倫州採用與德國聯邦層級相同的選舉制度：個人化比例代表制。每5年，該州公民會舉行一次全州選舉，選出至少181名州議會議員。只有獲得至少5%選票的政黨才能在議會中獲得席位。
州議會、議會黨團及由至少7名議員組成的議會小組，均有權向州議會提出法律草案供審議。由州議會通過的法律將送交州長（即部長主席）簽署，相關部會部長亦須共同簽署，並在《法律與政令公報》上正式公布。

### 州长
| 序号 | 姓名              | 图像 | 生卒年份  | 政党隶属   | 任期开始 |  | 任期结束 |
| ---- | ----------------- | ---- | --------- | ---------- | -------- |  | -------- |
| 1    | 鲁道夫·阿梅伦克森 |      | 1888–1969 | 德国中央党 | 1946     |  | 1947     |
| 2    | 卡尔·阿诺德       |      | 1901–1958 | CDU        | 1947     |  | 1956     |
| 3    | 弗里茨·施泰因霍夫 |      | 1897–1969 | SPD        | 1956     |  | 1958     |
| 4    | 弗朗茨·迈尔斯     |      | 1908–2002 | CDU        | 1958     |  | 1966     |
| 5    | 海因茨·屈恩       |      | 1912–1992 | SPD        | 1966     |  | 1978     |
| 6    | 约翰内斯·劳       |      | 1931–2006 | SPD        | 1978     |  | 1998     |
| 7    | 沃尔夫冈·克莱门特 |      | 1940–2020 | SPD        | 1998     |  | 2002     |
| 8    | 佩尔·施泰因布吕克 |      | *1947     | SPD        | 2002     |  | 2005     |
| 9    | 于尔根·吕特格斯   |      | *1951     | CDU        | 2005     |  | 2010     |
| 10   | 汉内洛蕾·克拉夫特 |      | *1961     | SPD        | 2010     |  | 2017     |
| 11   | 阿敏·拉舍特       |      | *1961     | CDU        | 2017     |  | 2021     |
| 12   | 亨德里克·维斯特   |      | *1975     | CDU        | 2021     |  | 现任     |

### 州徽
北莱茵-威斯特法伦州的州徽反映了州的组成，左边象征着莱茵河代表莱茵兰地区，右边的马代表威斯特法伦地区，下面的玫瑰代表利珀兰（Lipperland）地区，背景色同州旗一致。

### 2012年选举

2012年选举席次

2012年，社民党和绿党组成的少数政府由于财政预算案被否决解散州议会大选。选举中，社民党的得票比2010年选举时增加了4.6%，达到39.1%，与绿党组成新一届稳定的多数政府。而基民盟得票甚至不如选前民调，只有26.3%遭遇惨败，而新兴的海盗党获得7.8%的得票率，首次进入州议会。州议会席次分布如下：
- 德国社会民主党，99
- 德国基督教民主联盟，67
- 德国绿党，29
- 德国自由民主党，22
- 德国海盗党，20

### 2017年选举

2017年选举席次

德国总理安格拉·梅克爾领导的基督教民主联盟成为最大党，得票率为33%。执政的社民党和绿党的得票率则分别降至31.2%和6.4%。自民党获得历史最好成绩，得票率为12.6%。上届表现优异的海盗党仅有1%的得票率而无缘进入州议会。左翼党取得4.9%的选票未能进入议会。2013年成立的政党德国另类选择获得7.4％选票，超过5％的议会门槛，首次进入议会。州议会席次分布如下：
- 德国基督教民主联盟，72席
- 德国社会民主党，69席
- 德国自由民主党，28席
- 德国另类选择，16席
- 德国绿党，14席

## 文化

### 建築與歷史建築
- 該州以擁有全德國最多的城堡和堡壘而聞名。[8]
- 北萊茵-威斯特法倫州擁有高度密集的博物館、文化中心、音樂廳與劇院。[8]

#### 歷史古蹟

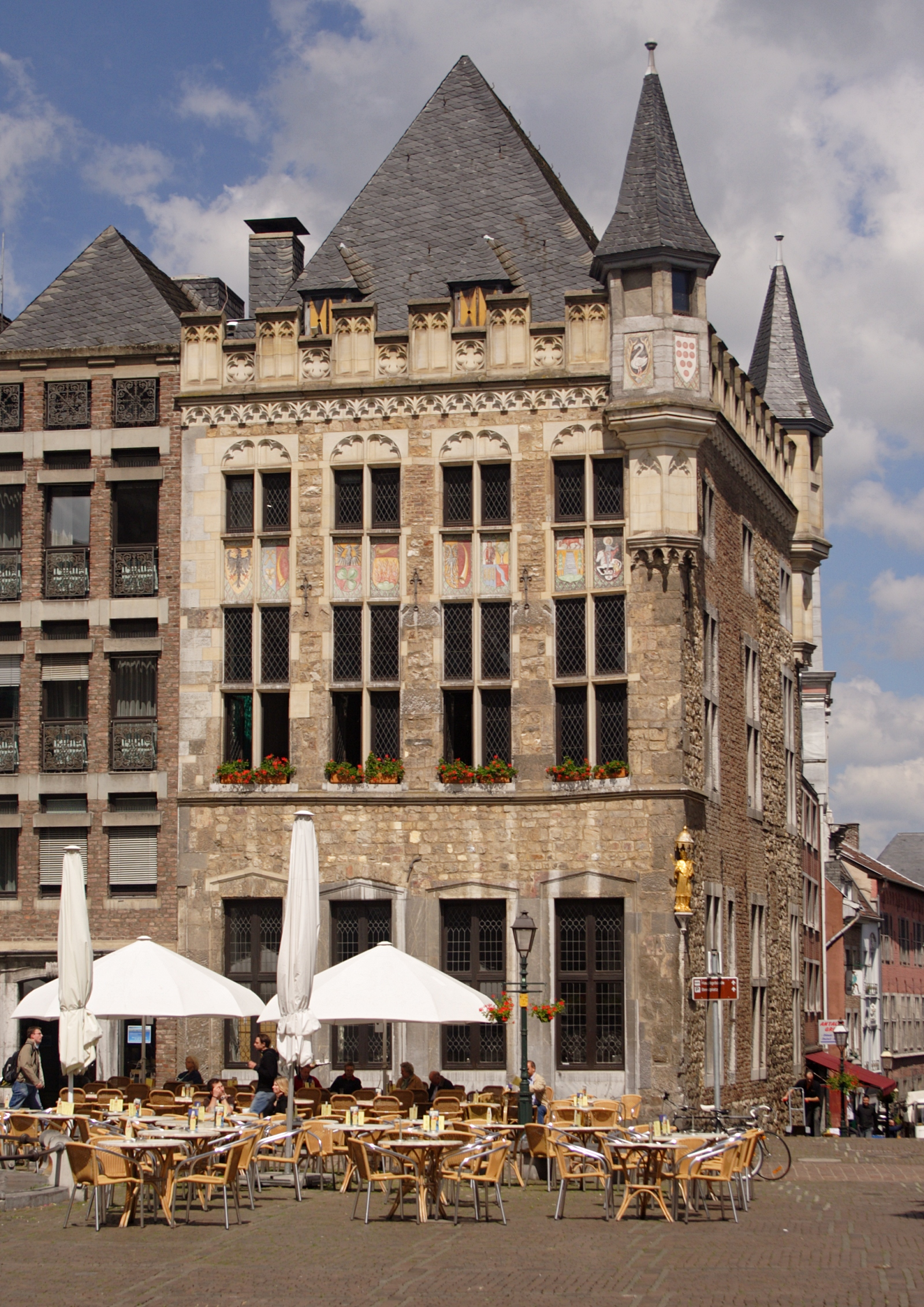
亚琛的中世紀建築
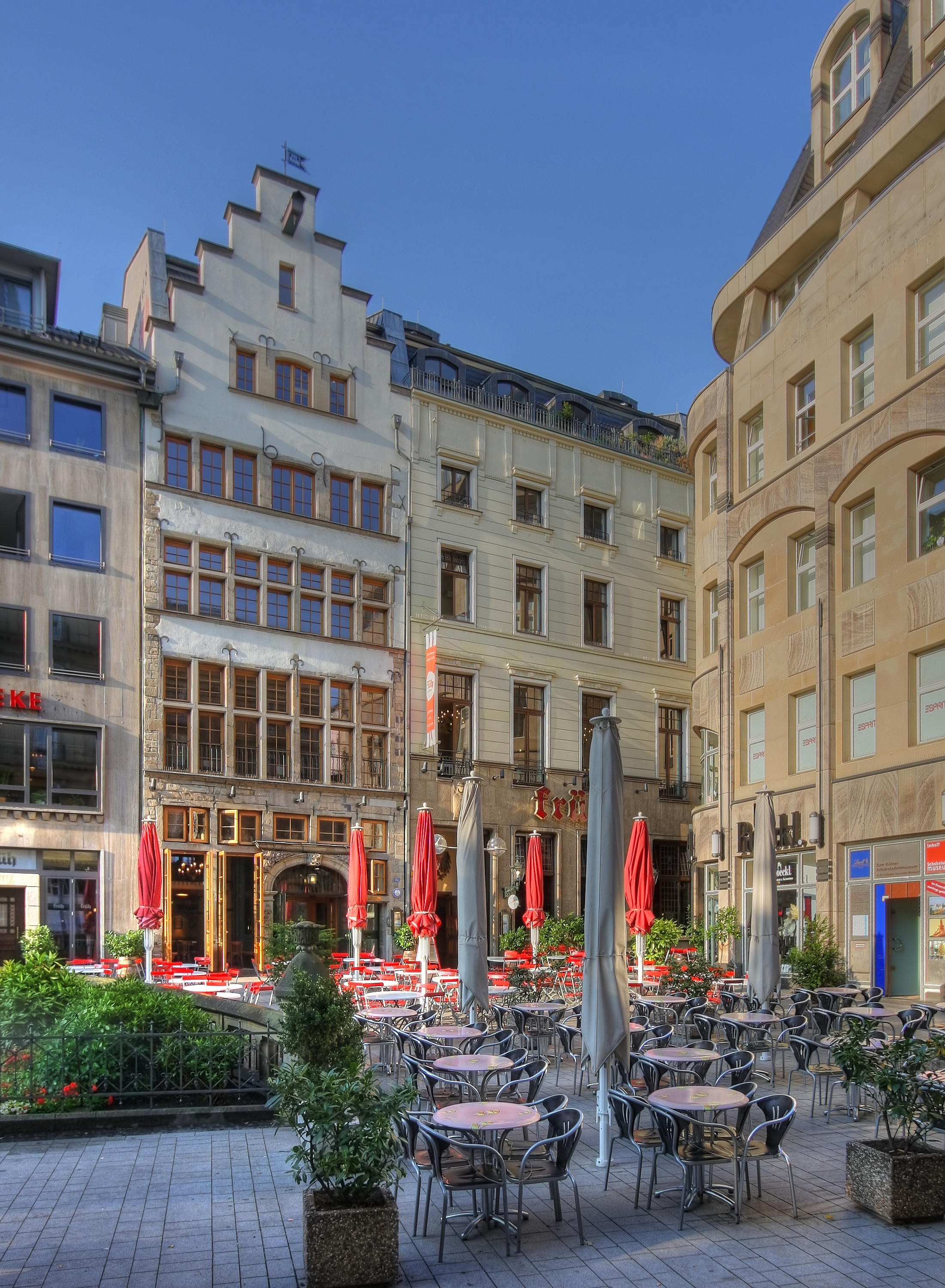
科隆
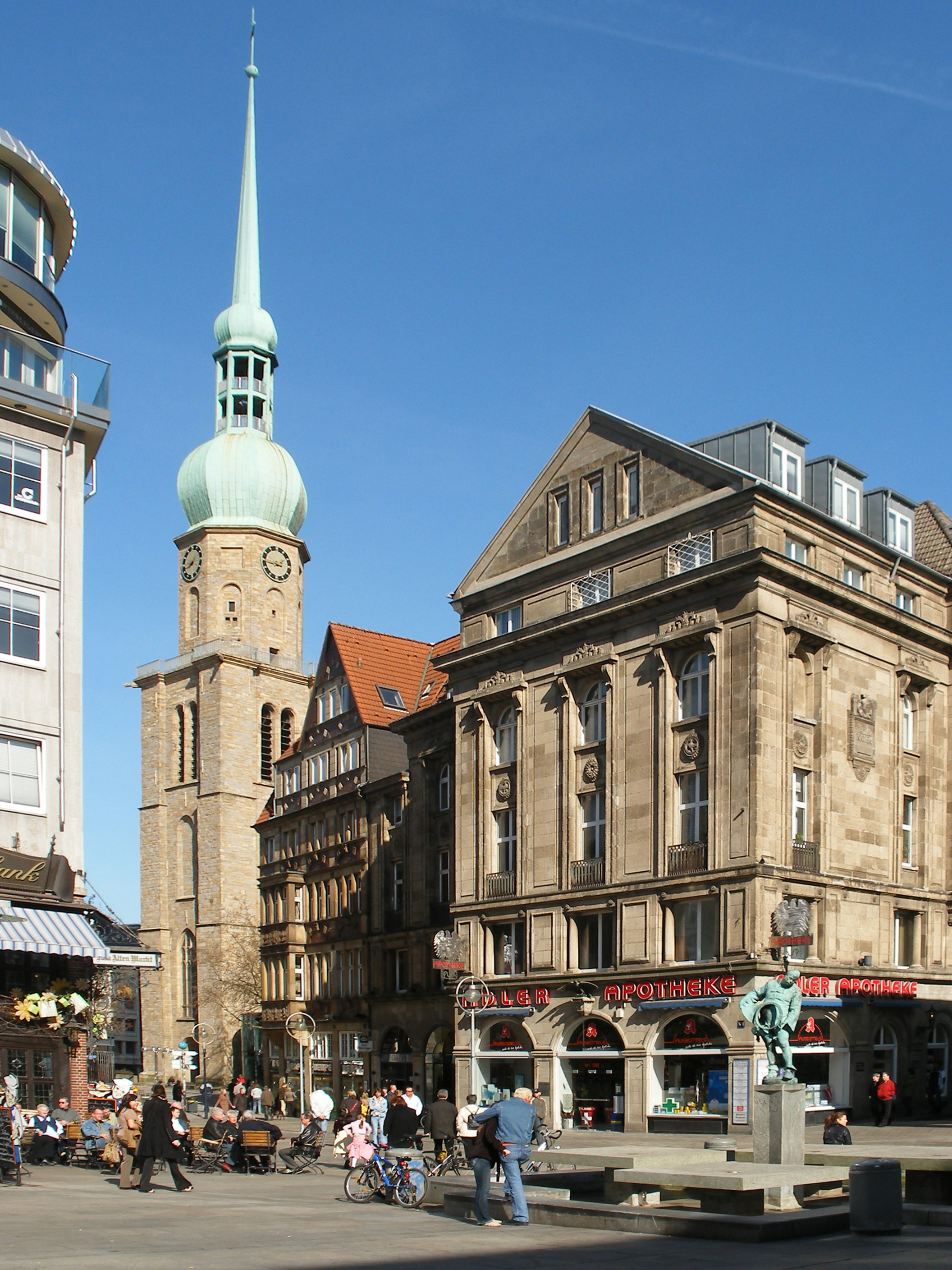
多特蒙德的聖雷諾德教堂與老集市
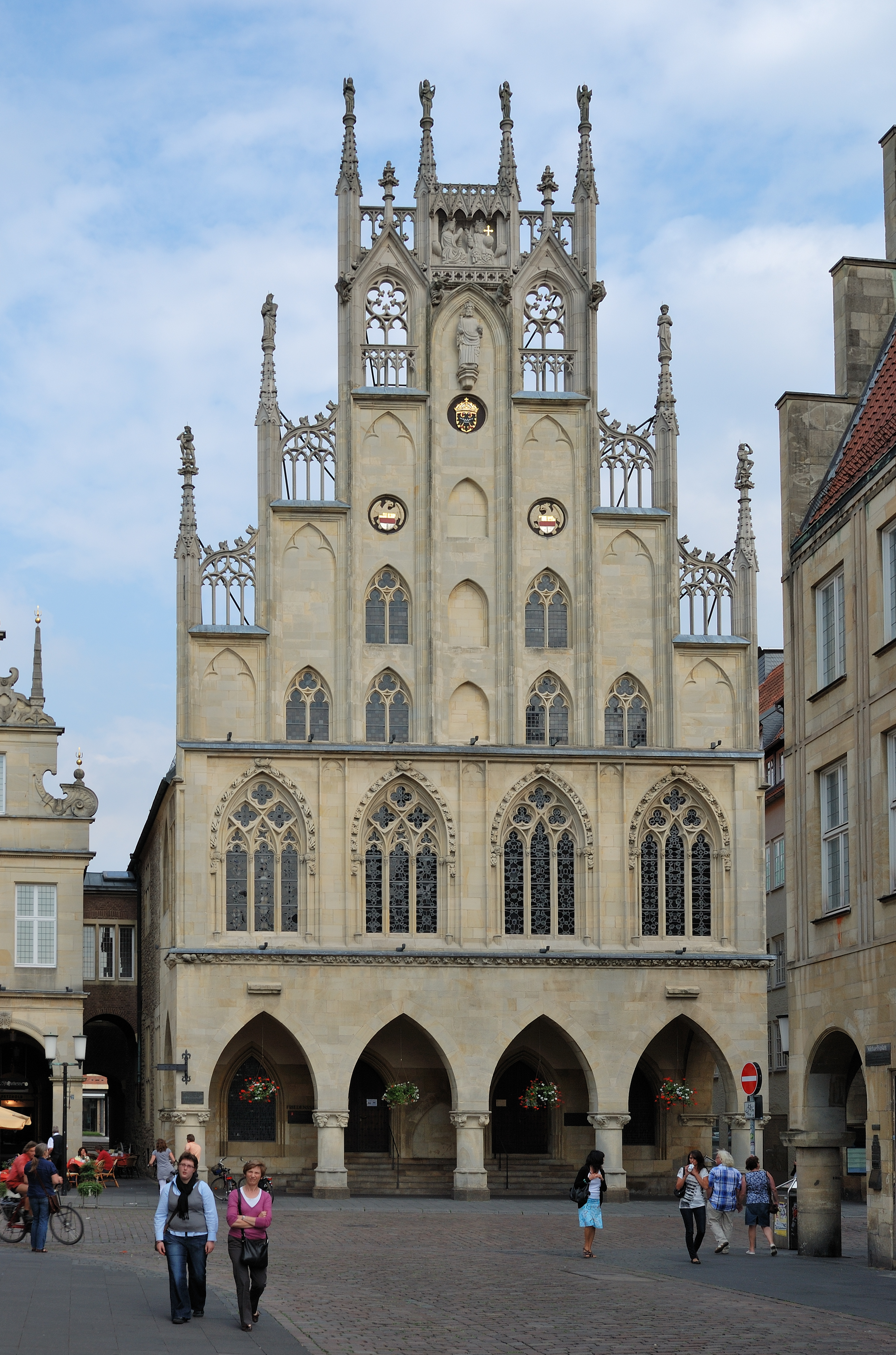
明斯特的明斯特市政廳
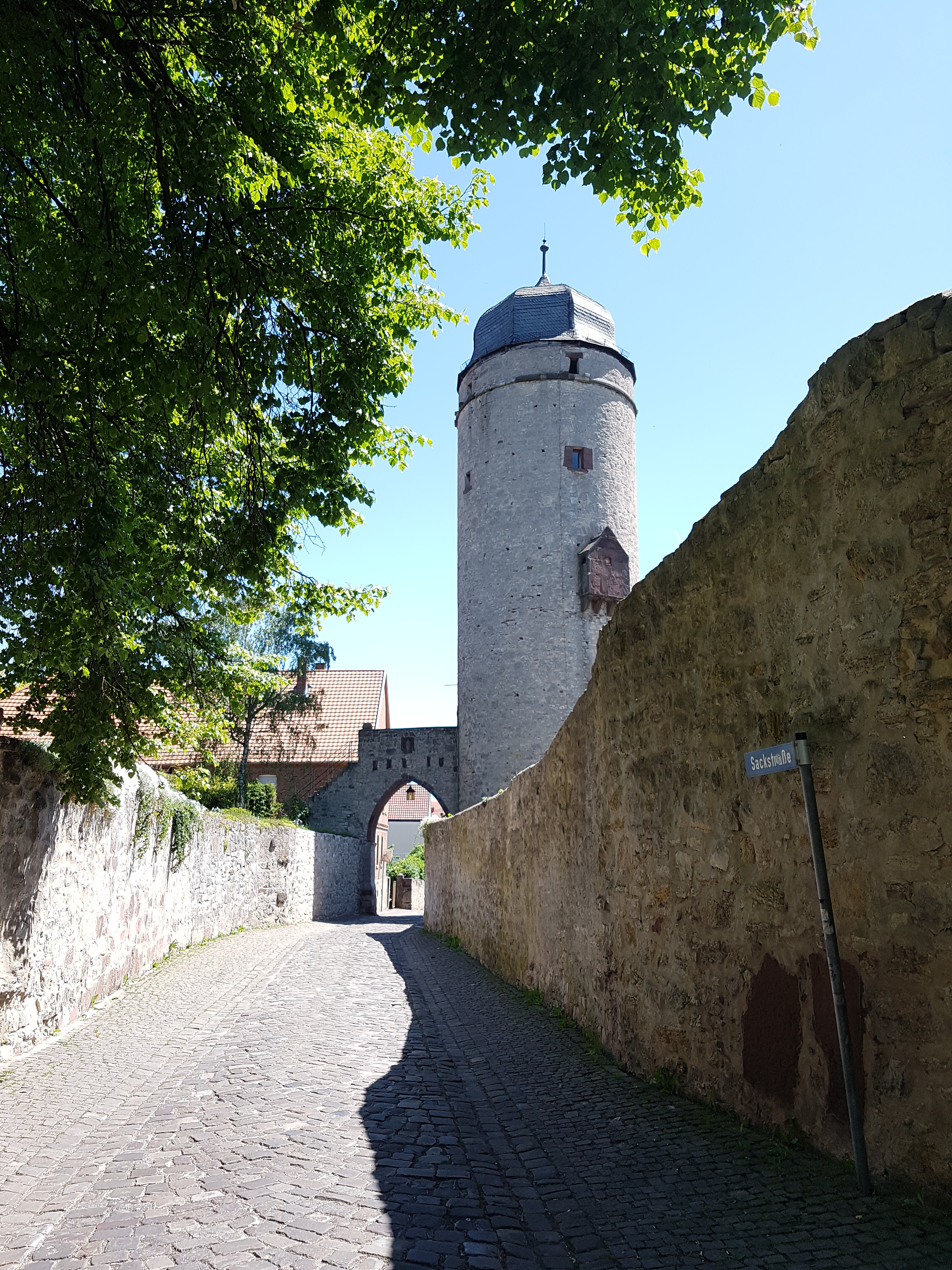
瓦爾堡中世紀城牆的城門與瞭望塔
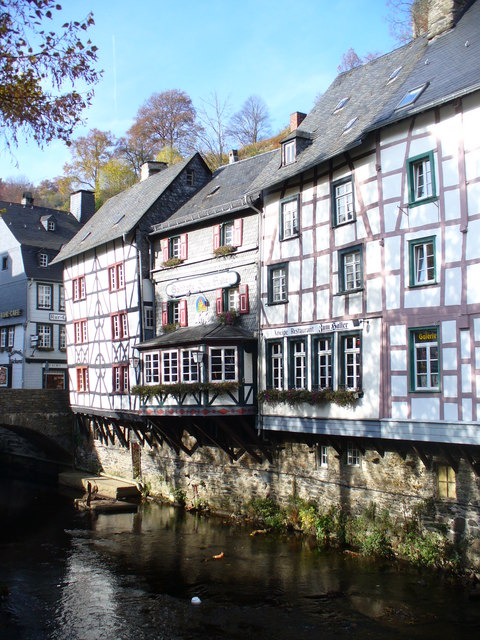
蒙紹的木筋建築
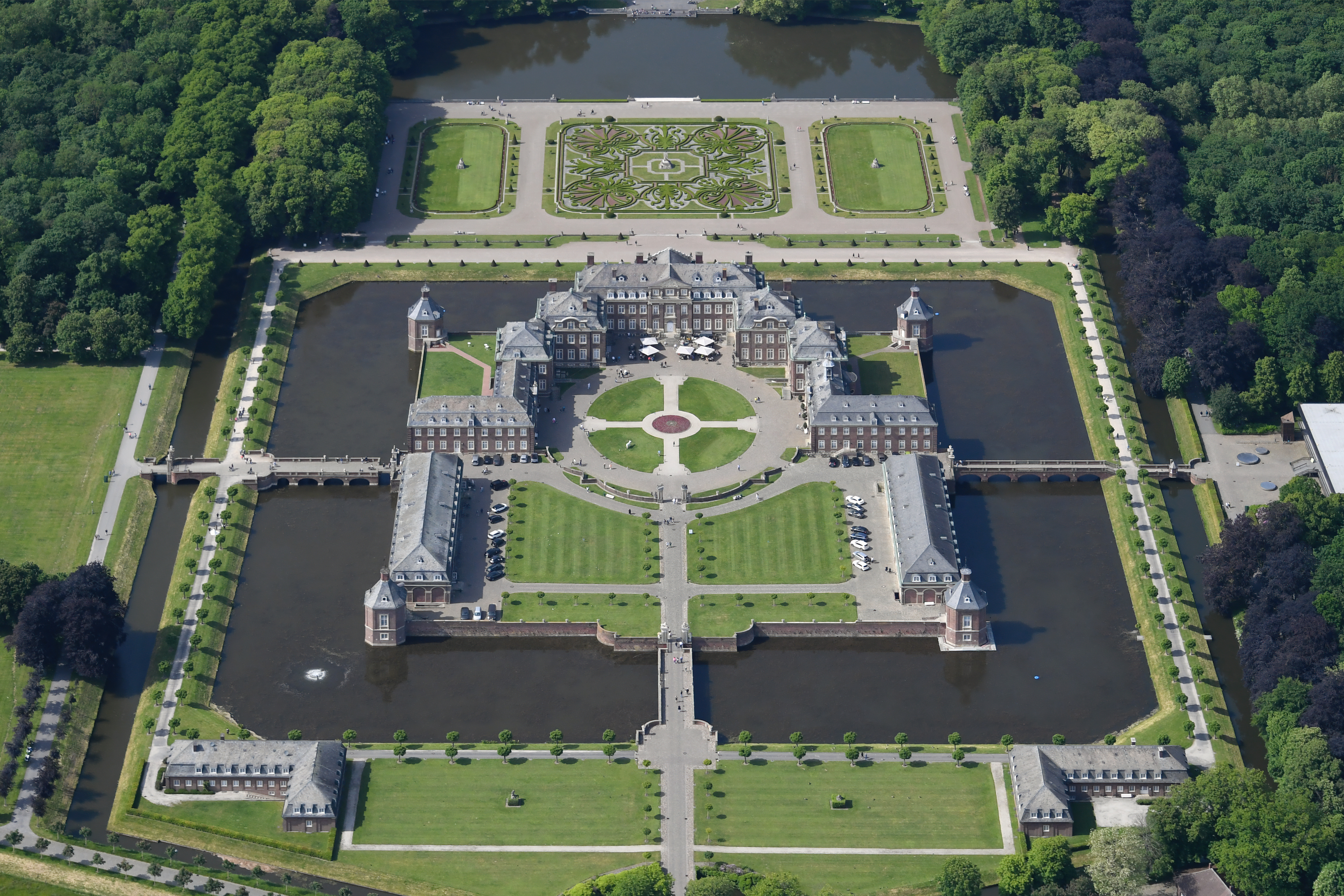
諾特基興宮
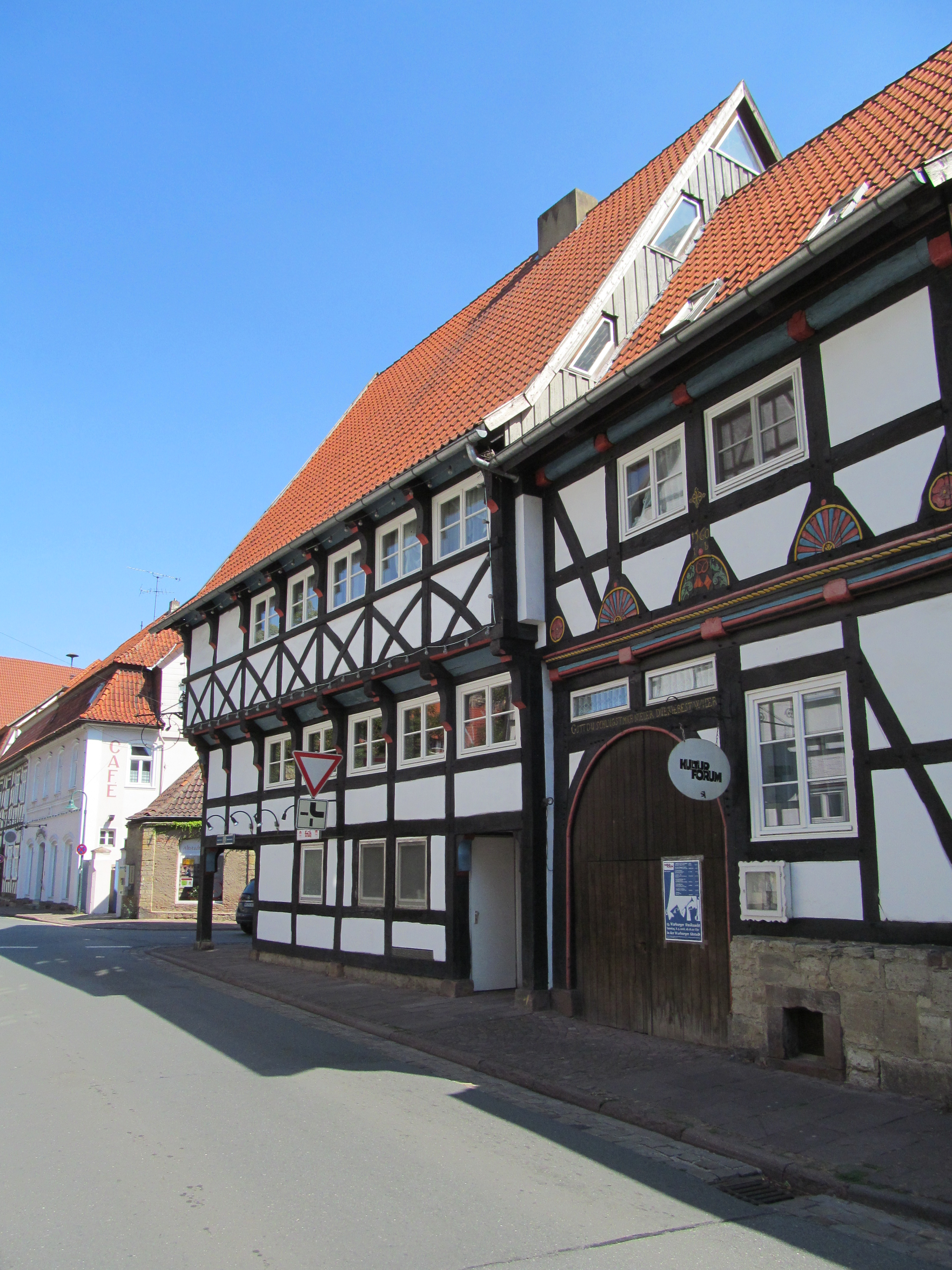
瓦爾堡的Eckmaenneken-House；威斯特法倫最早可考的木筋房屋
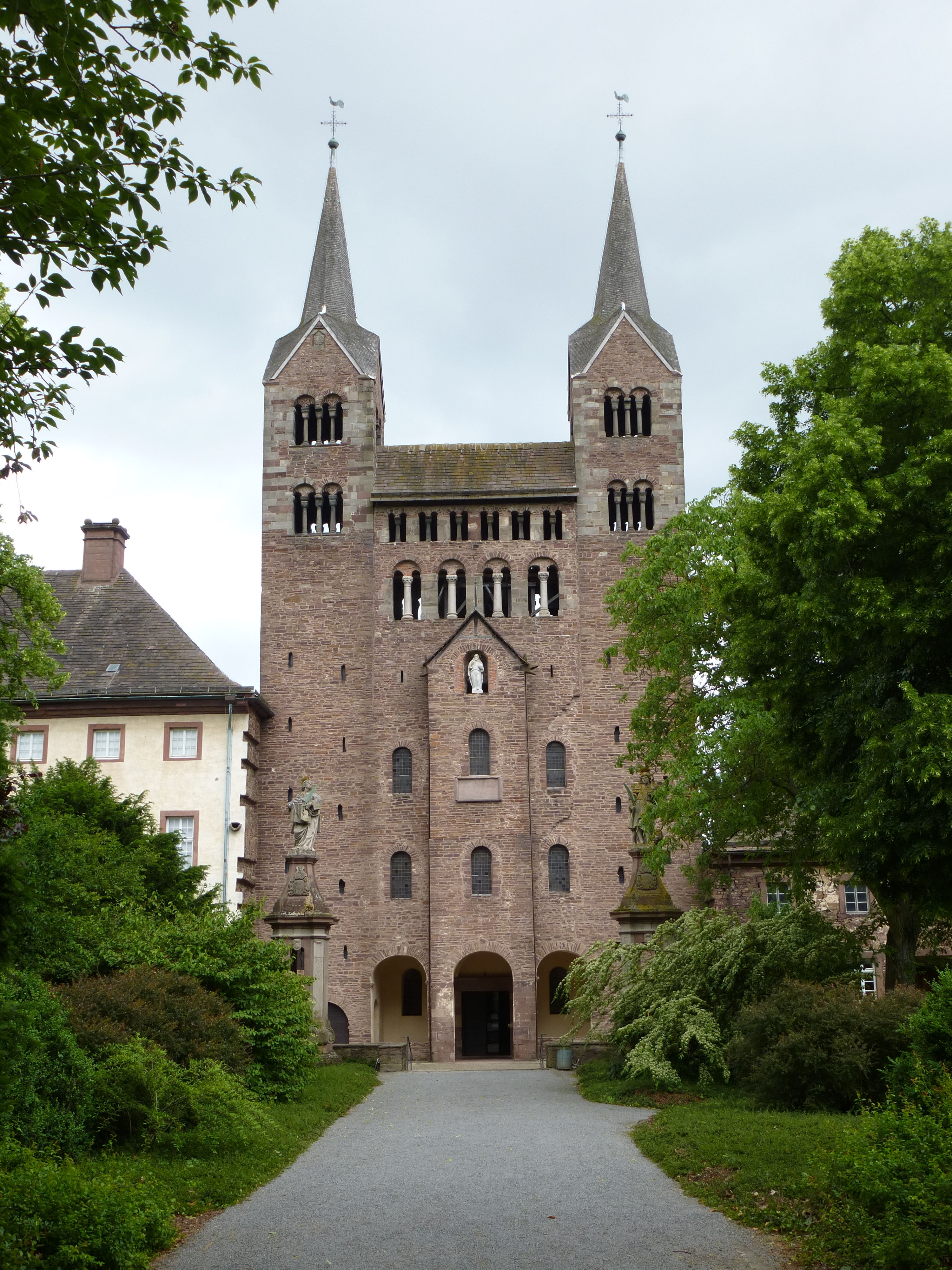
赫克斯特附近的柯爾韋王侯修道院
代特莫爾德附近的赫爾曼紀念碑
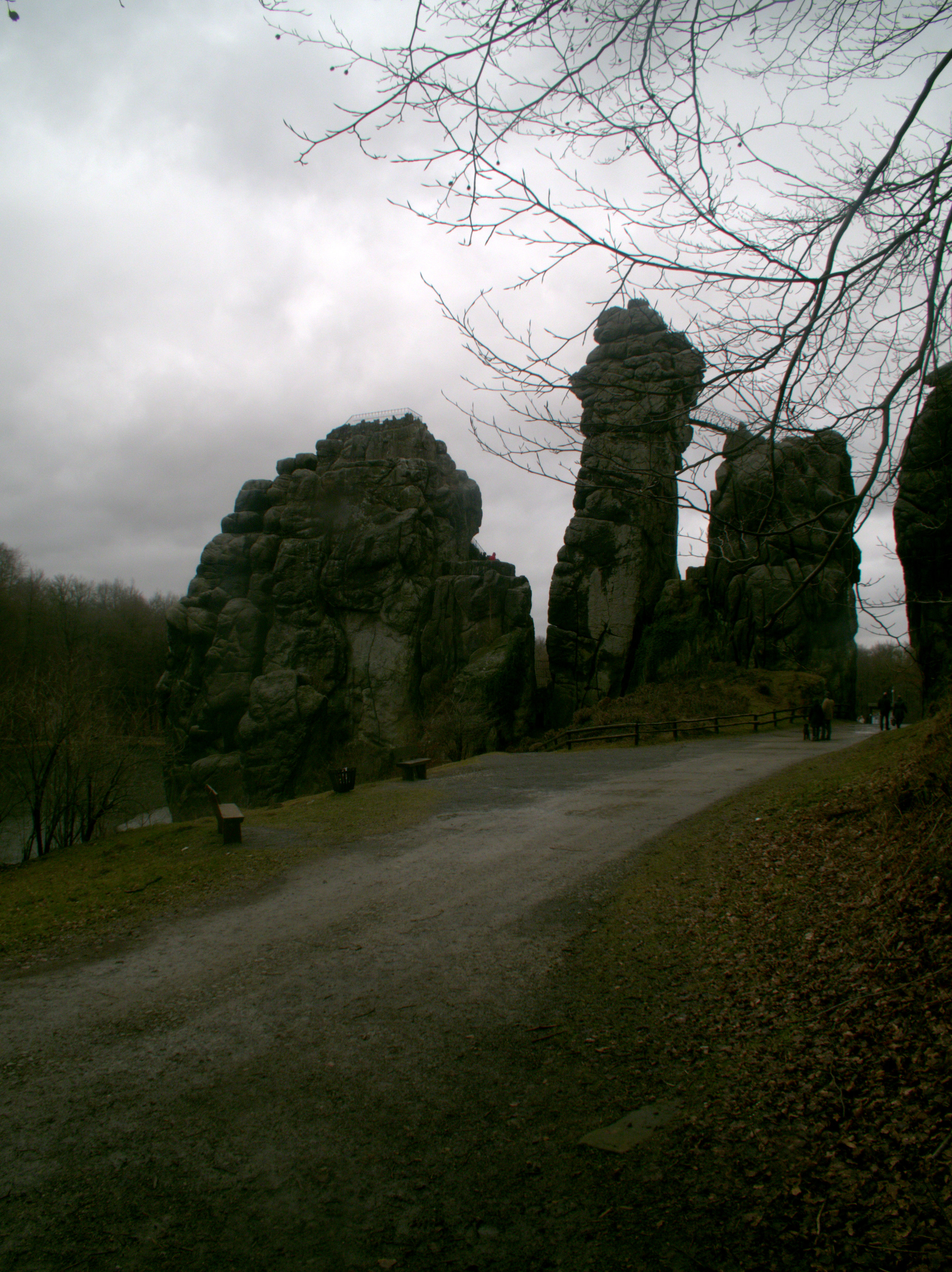
埃克斯特恩石群
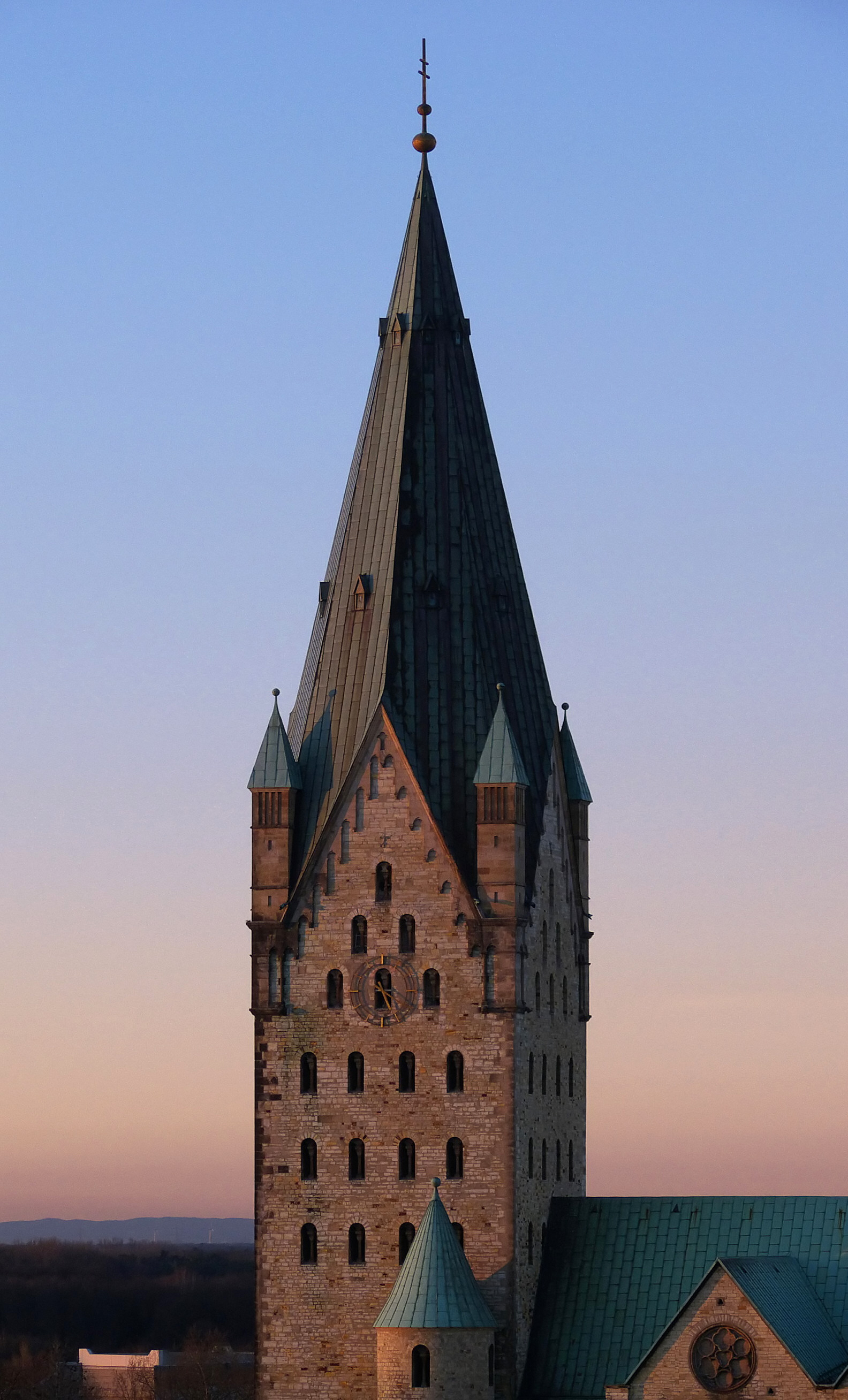
帕德博恩主教座堂

#### 現代建築

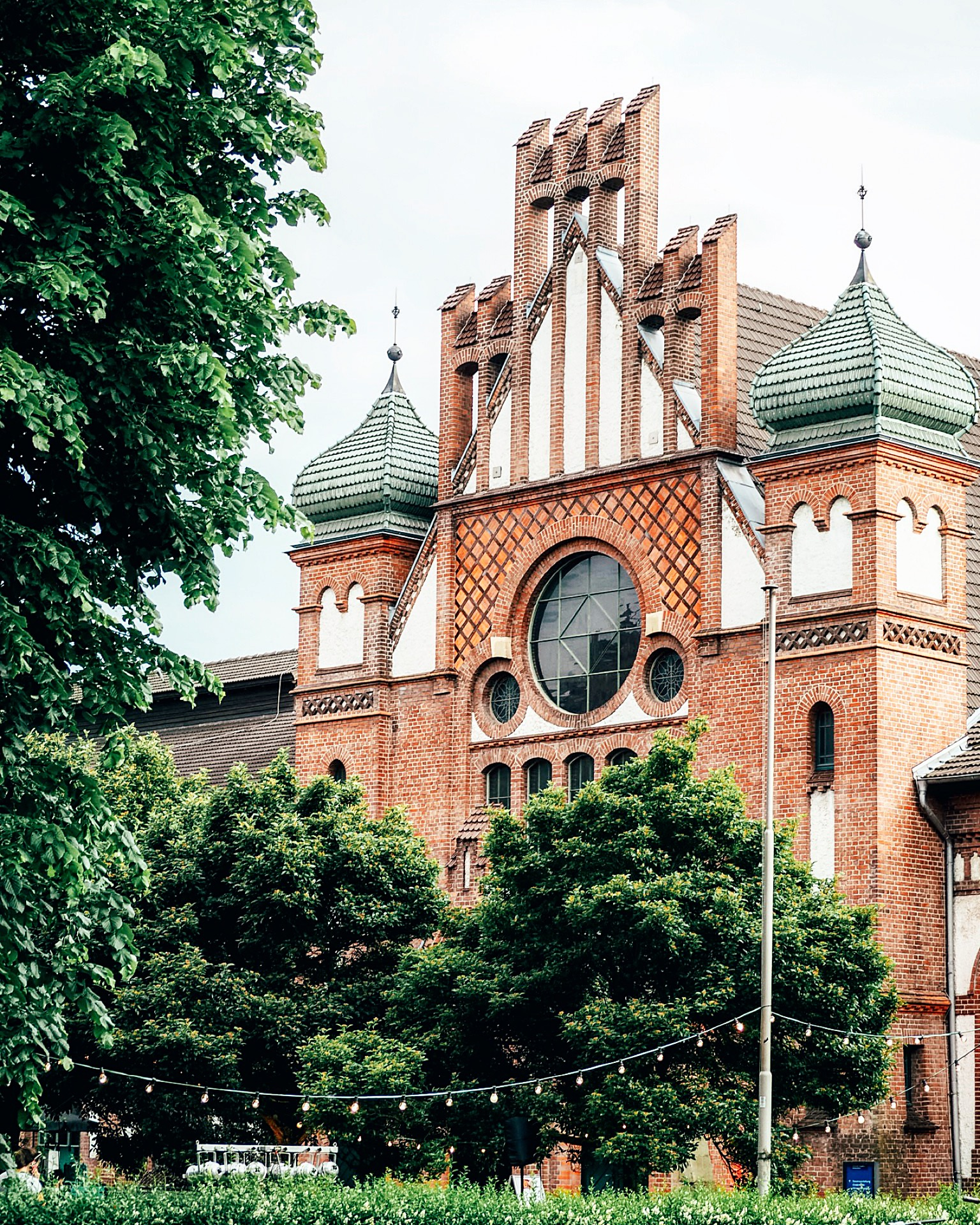
多特蒙德的四號礦井
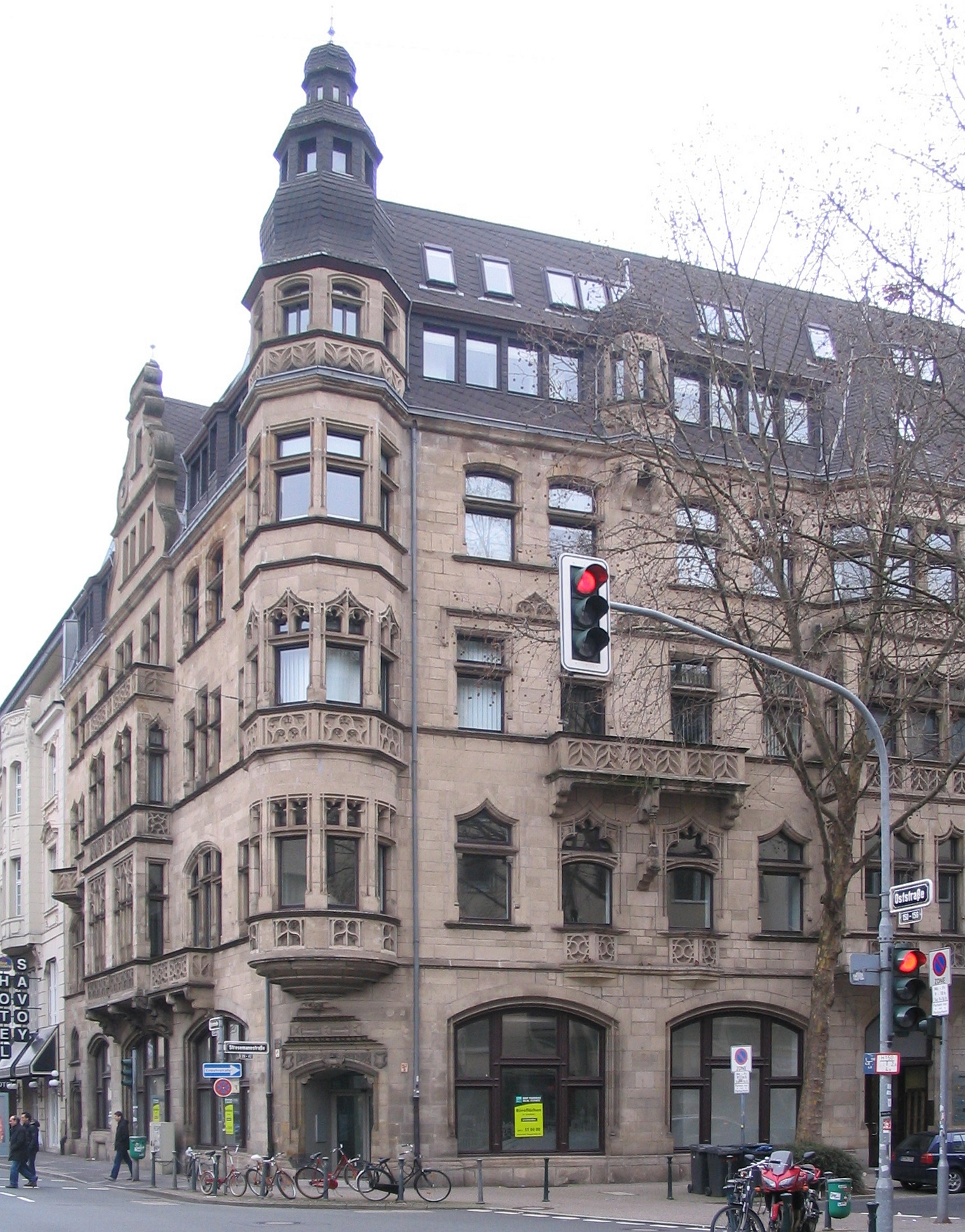
杜塞尔多夫的羅馬皇帝酒店
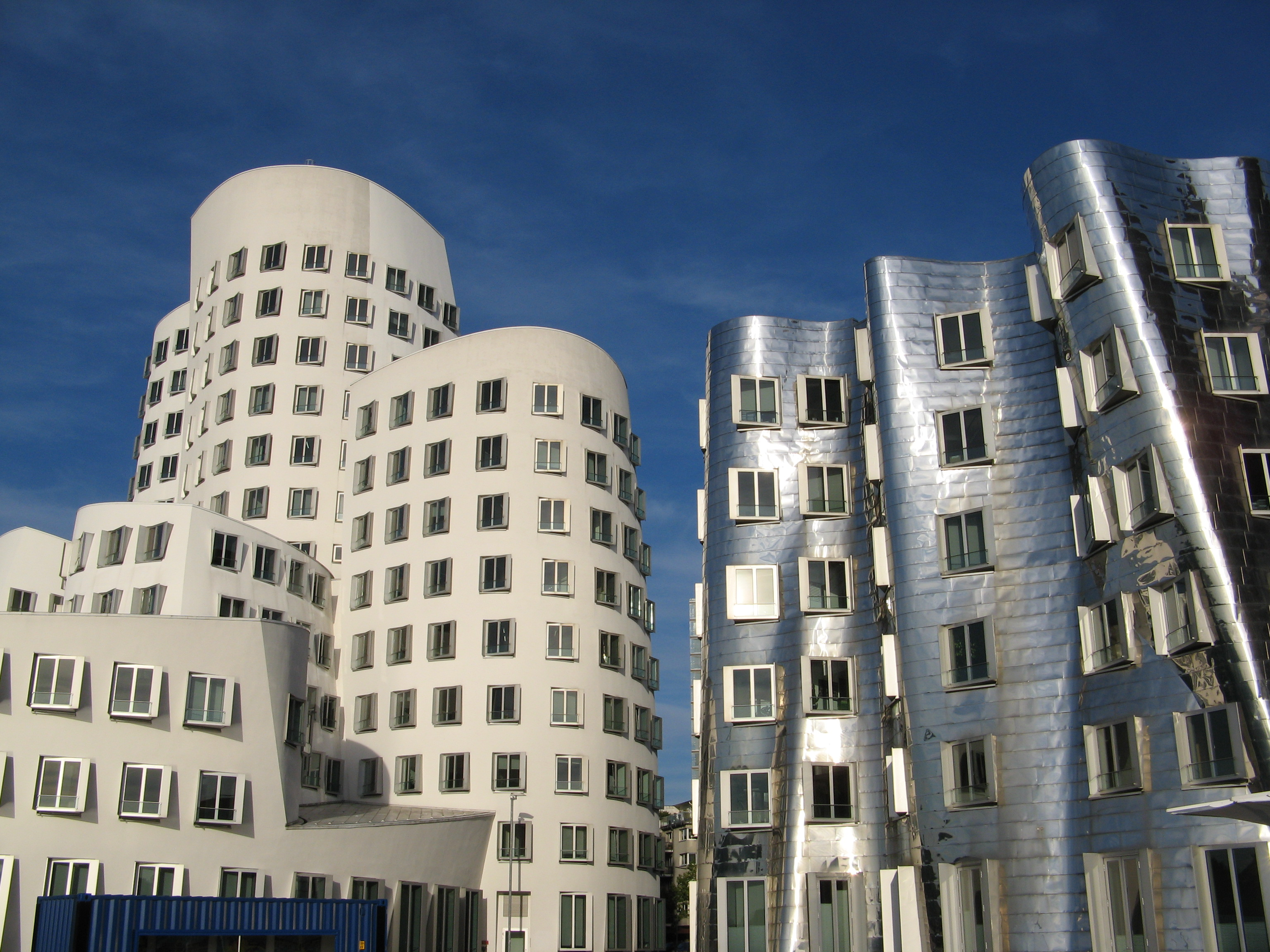
杜塞尔多夫的新海關碼頭
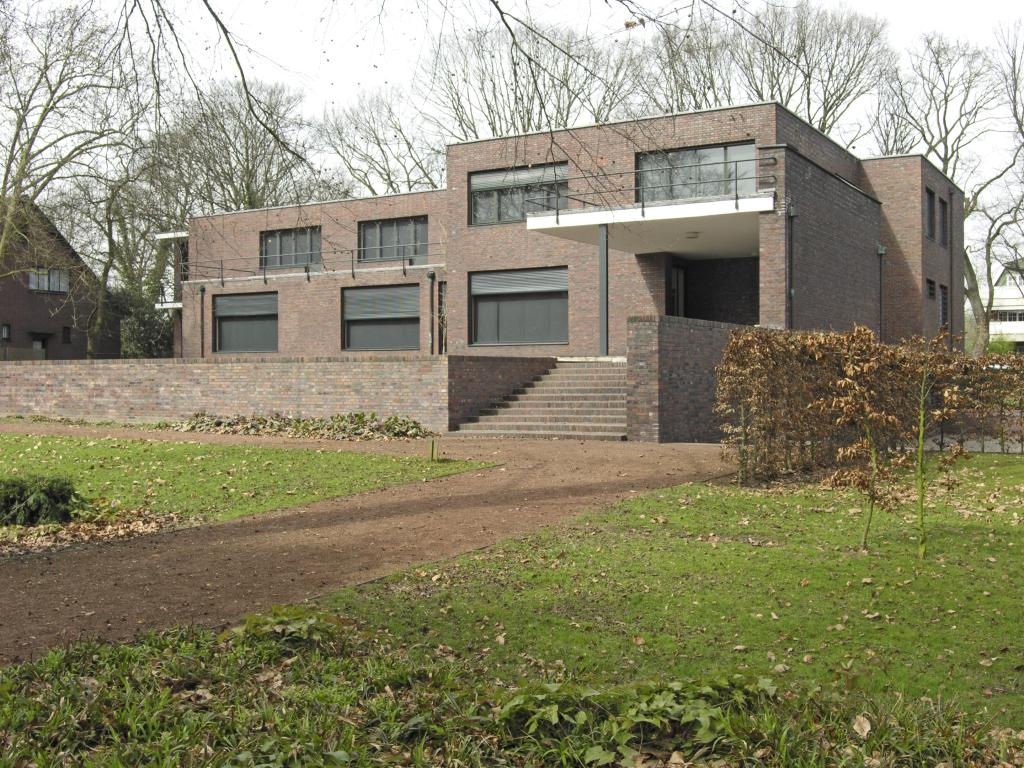
克雷費爾德的郎厄與艾斯特斯故居
諾伊斯的朗根基金會
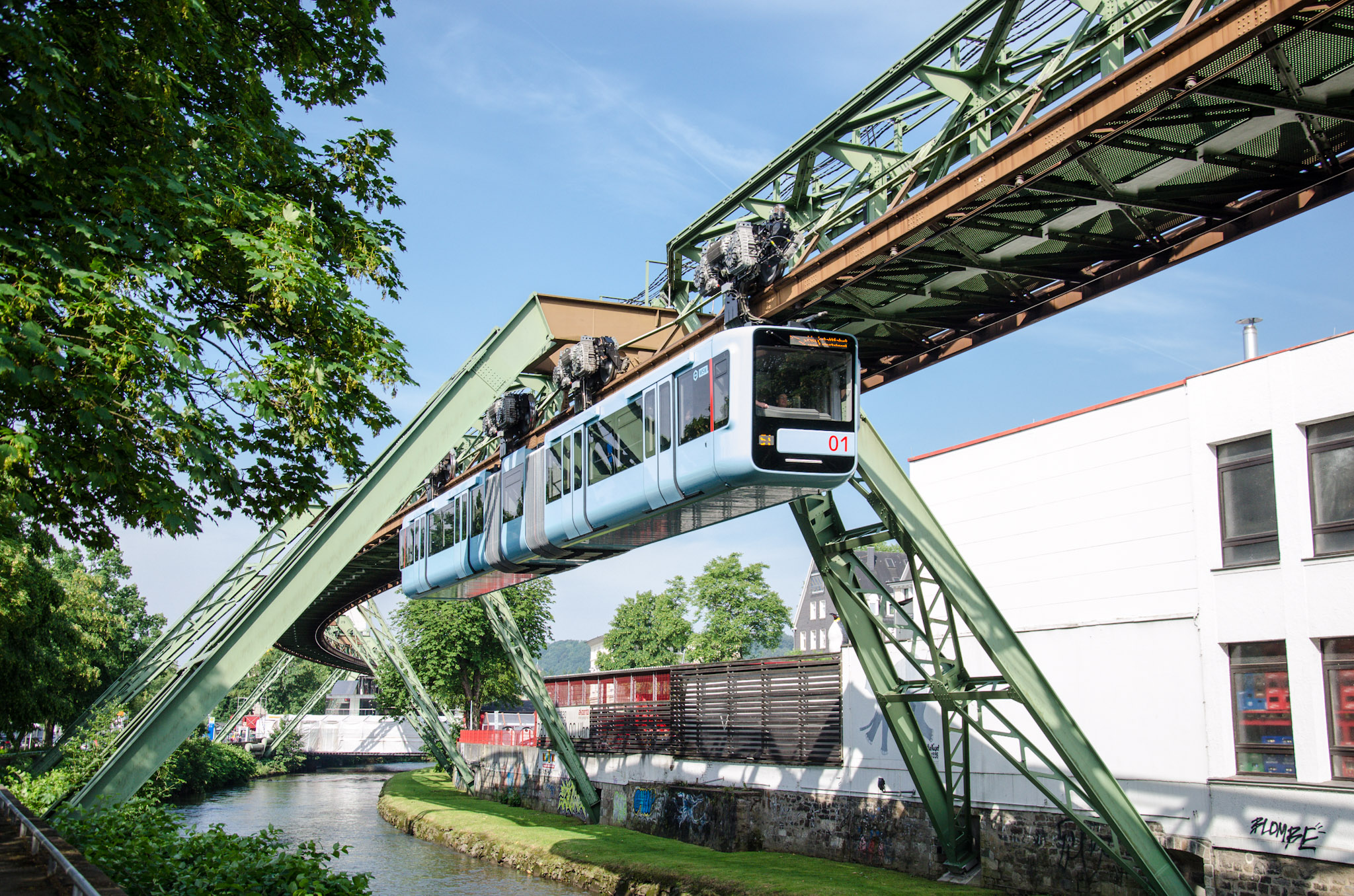
伍珀塔爾的懸掛式列車
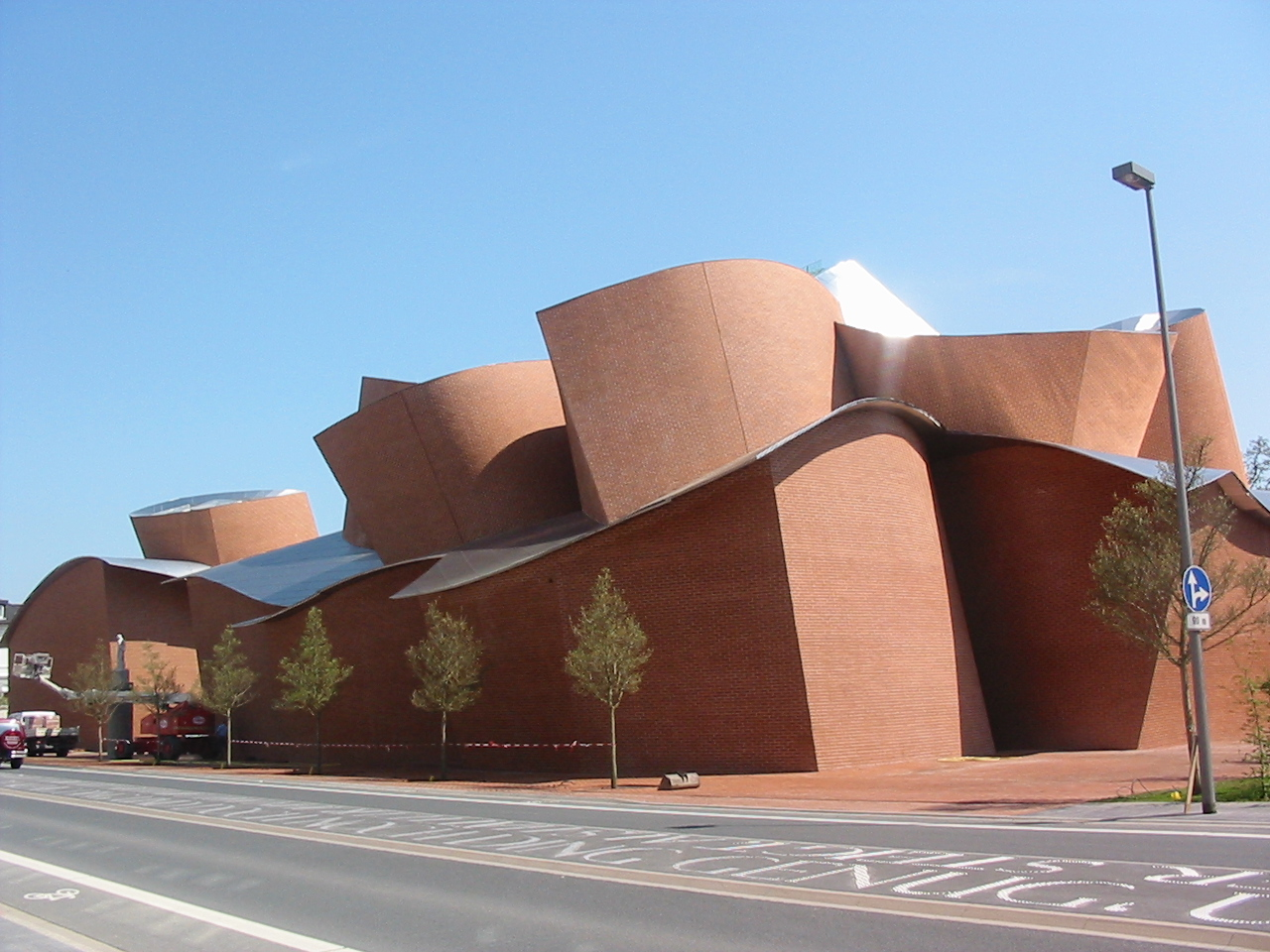
黑爾福德的MARTa 藝術館

#### 世界遺產
該州擁有亞琛大教堂、科隆大教堂、埃森的佐爾費爾礦業綜合遺址、布呂爾的奧古斯都堡與獵趣園以及赫克斯特的科爾韋帝國修道院等世界遺產。

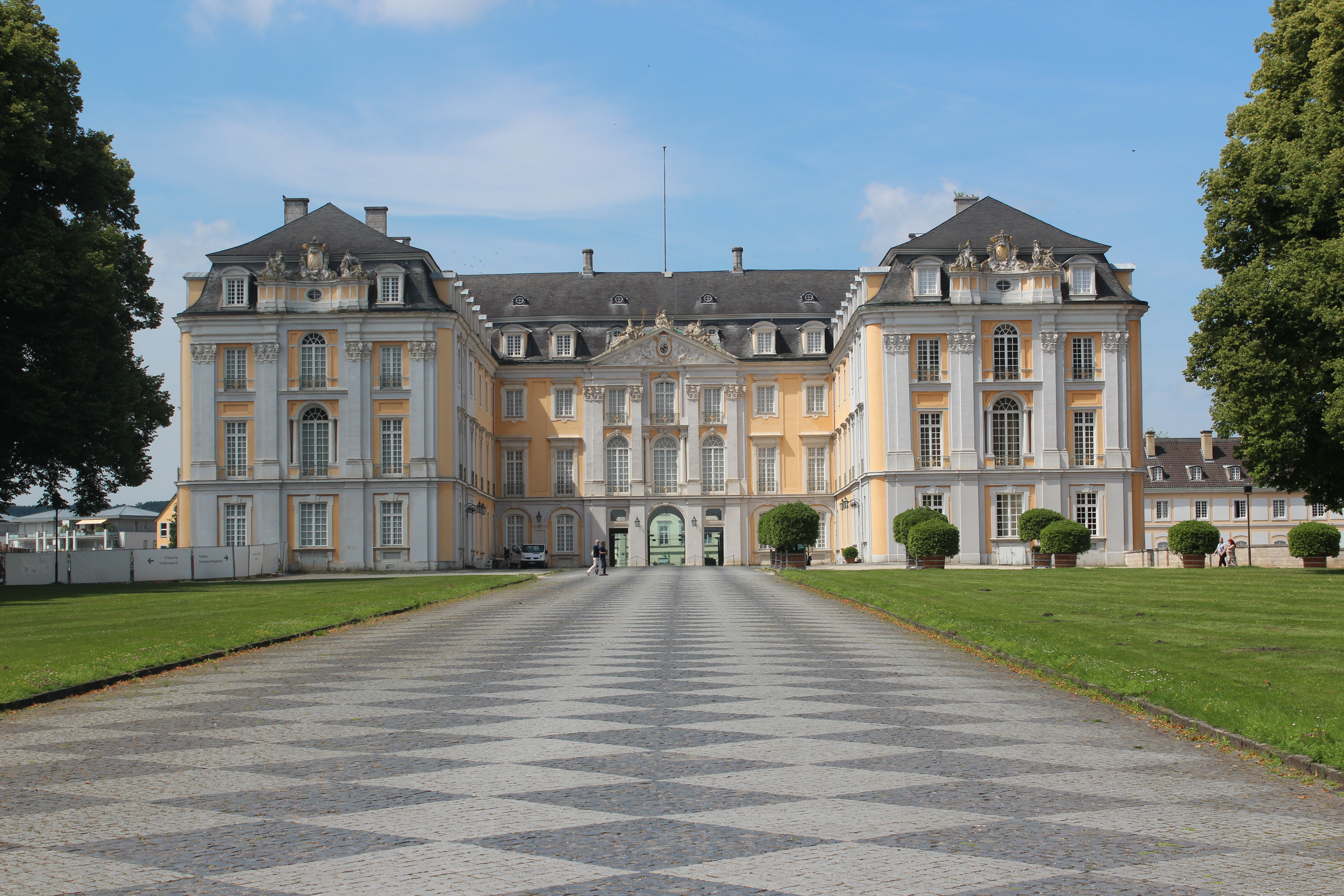
奧古斯都堡與獵趣園
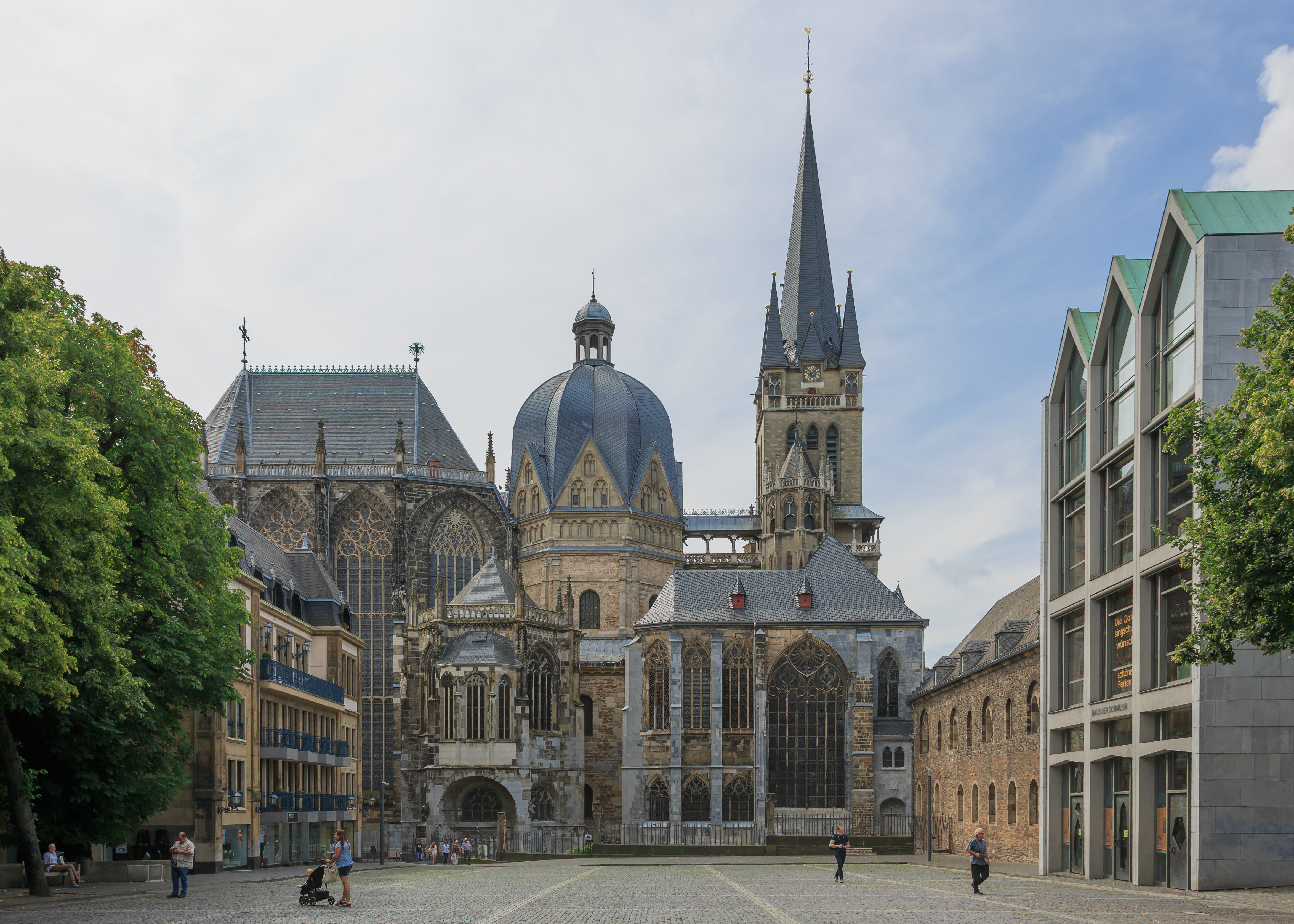
亞琛大教堂
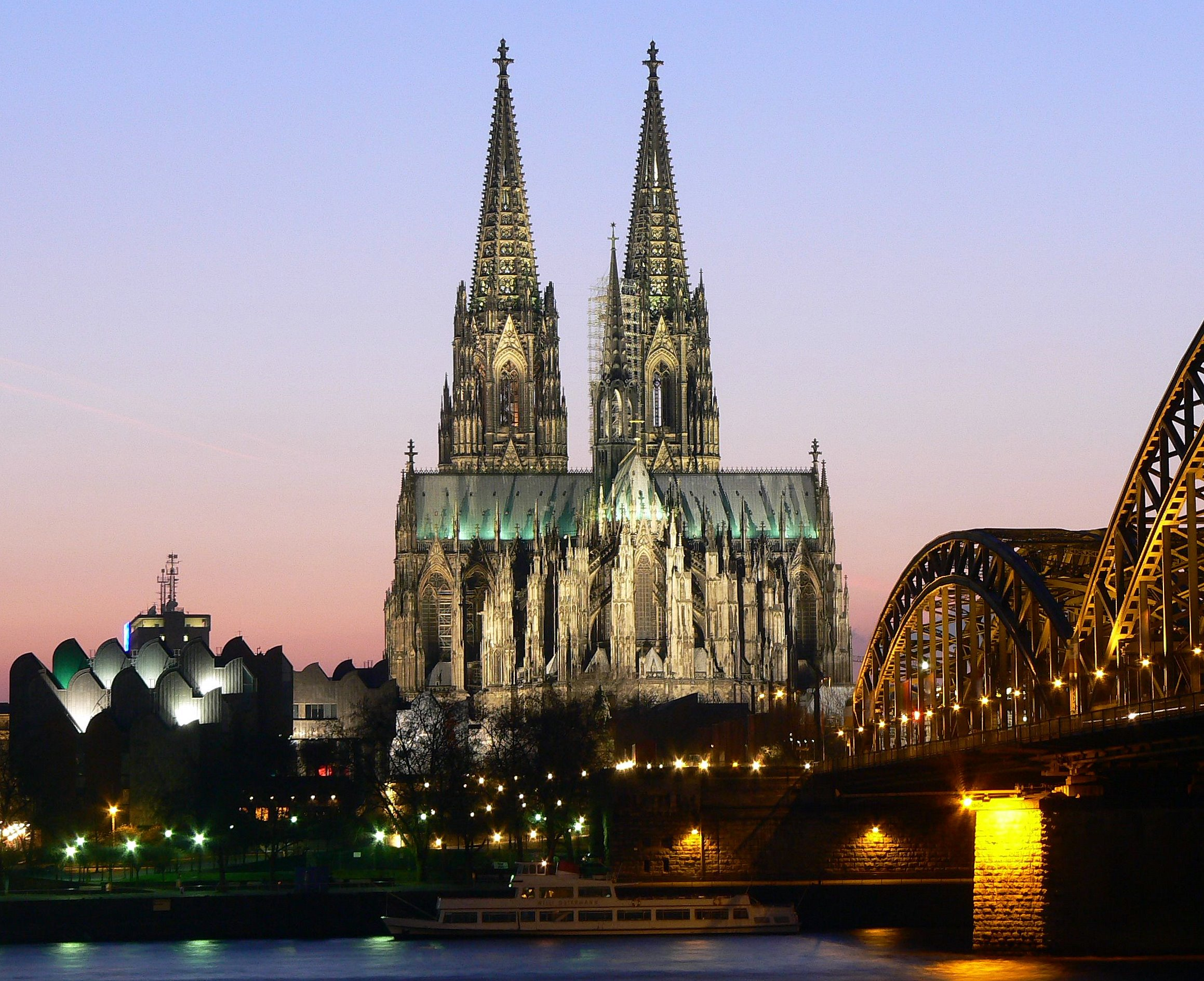
科隆大教堂
关税同盟礦業綜合遺址
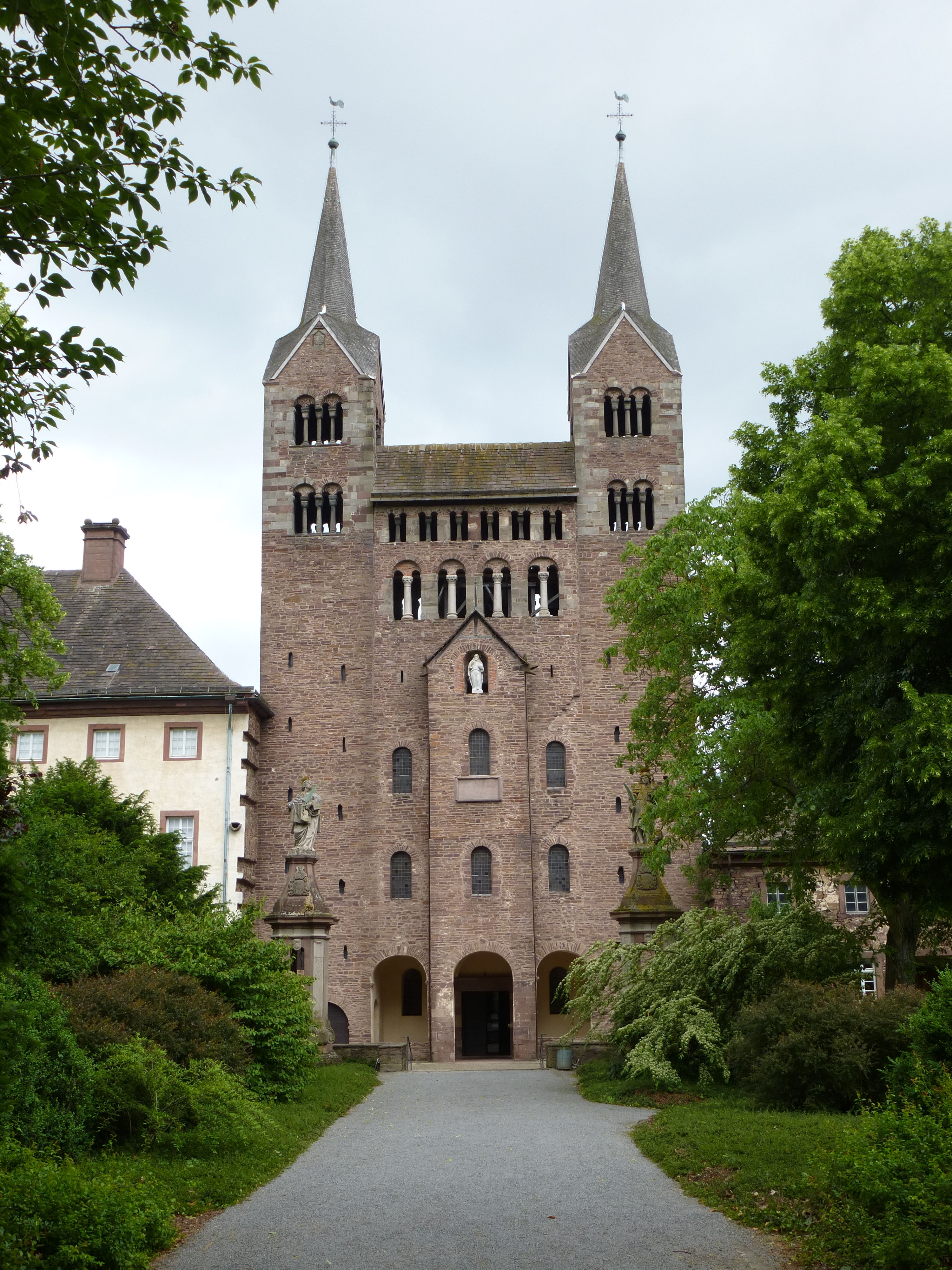
科爾韋帝國修道院

### 飲食文化

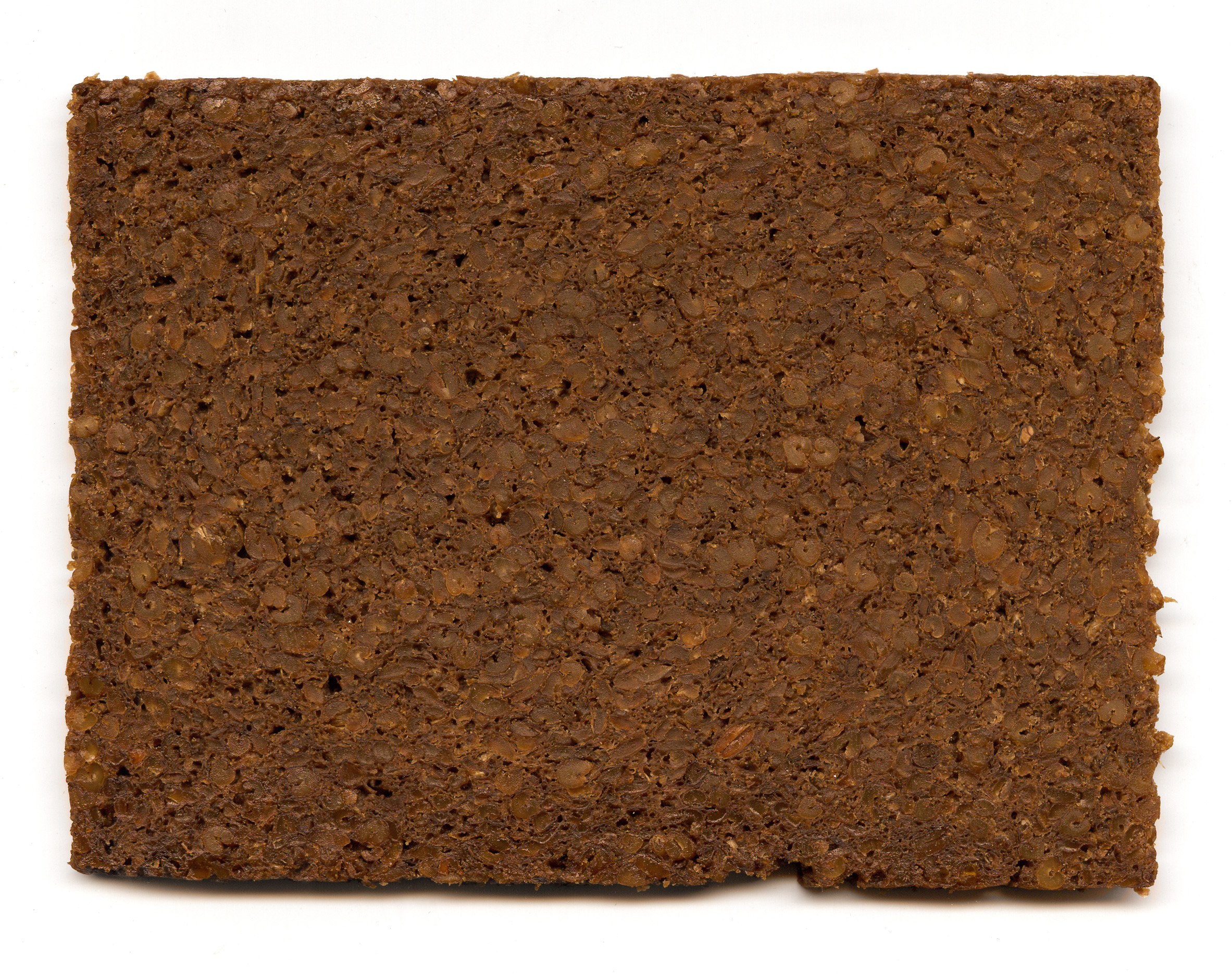
彭珀尼克麵包

彭珀尼克麵包（Pumpernickel）是德國最知名的黑麵包之一，以黑裸麥製成，味道獨特，略帶甜味。這種麵包已有數百年歷史，名字起源於戰爭配給時期，意為「脹氣與惡靈」

#### 飲品
- 科隆啤酒（Kölsch）是科隆釀造的地方啤酒特色。
- 老啤酒（Altbier）是杜塞爾多夫及下萊茵地區的地方特色啤酒。
- 多特蒙德出口型啤酒是多特蒙德釀造的淡色拉格啤酒。

### 節慶
北萊茵-威斯特法倫州在科隆、波恩、多特蒙德、杜伊斯堡、明斯特、奧伯豪森與呂嫩舉辦各類電影節。
其他大型節慶包括科隆嘉年華與魯爾三年展。
歐洲最大的電子遊戲展覽會Gamescom每年也在科隆舉辦。

### 音樂
- 作曲家路德維希·范·貝多芬於1770年出生於波恩。
- 地區性頌歌為NRW之歌（Lied für NRW）。
- 北萊茵-威斯特法倫州是德國知名的重金屬音樂、速度金屬與激流金屬樂團的故鄉

### 引用
1. ↑   . Landesbetrieb Information und Technik NRW.   [2024-06-20] （德语）.
2. ↑  . Statistik-portal.de.   [29 October 2012]. （原始内容存档于2018-01-11）.
3. ↑  .   [18 April 2012]. （原始内容存档于2014年3月16日）.
4. ↑  . 樂詞網.   [2024-02-14]. （原始内容存档于2024-02-14）.
5. ↑  
周定国 (编). . . 中国对外翻译出版公司. 2008-01. ISBN 978-7-5001-0753-8. NLC 003756704.
6. 吴建藩; 司月芳. .  第三版·网络版. 中国大百科全书出版社. 2023-06-21  [2024-04-07]. （原始内容存档于2024-04-07） （中文（中国大陆））.
7. ↑  . www.wahlergebnisse.nrw.de.   [2018-12-02]. （原始内容存档于2018-01-16）.
8. 1 2 3  . State of North Rhine-Westphalia.   [13 April 2011].
9. ↑  Weichselbaum, Elizabeth.  (PDF). European Food Information Resource (EuroFIR). 2009. （原始内容存档 (PDF)于2022-10-09）.
10. ↑  . www.kitchenproject.com.   [14 December 2018].

## 外部連結
- 北莱茵-威斯特法伦州政府网站（页面存档备份，存于）
- 北莱茵-威斯特法伦州旅游网（页面存档备份，存于）